# 雷姆 (角色)
雷姆是長月達平所作的日本輕小說作品《Re:從零開始的異世界生活》中登場的鬼族少女，是雙胞胎女僕拉姆的妹妹。截至2016年，雷姆是《Re:從零開始的異世界生活》中人氣最高的女性角色，且在2016年多個評選中评价位居前三，有些評選認為雷姆是年度最佳女角色。在哔哩哔哩弹幕网2016動畫角色人氣大賞決賽以高票榮獲第一名。《Re:從零開始的異世界生活》官方舉辦的雙胞胎姊妹生日特別活動因大部分都以雷姆為主而造成爭議，并引發網友討論。

## 設定
雷姆是一位有著水藍色頭髮、水藍色瞳孔的少女，有著與雙胞胎姊姊拉姆相似的外型，右眼以掩蓋，只露出左眼，与姐姐拉姆相反；胸部則比拉姆大一點。
与正式版人物设定相比，在最初設計的版本中，雷姆與拉姆的髮型没那么有特色，女僕裝也更長、更傳統。雷姆的名字源自於英文Left（左），因为其发音與日語接近而被称作雷姆，但其英文名稱寫作Rem而非日語假名拼音的Remu。男主角菜月昴對其的稱呼為「雷姆琳」（レムりん）。
雷姆在故事開頭，設定上是一個17歲少女，是羅茲瓦爾宅邸的雙胞胎女僕的妹妹，在羅茲瓦爾宅邸擔任女僕的工作，對魔女和與其有關之人抱強烈的憎恨，所以一开始对昴抱著极强的敌意甚至下了杀手，但是最终爱上了昴，生日為2月2日。其種族是亞人中的鬼族。在原作的設定裡面，一般鬼族頭上都會有一對角，但由於和拉姆是雙胞胎故天生只有一角。虽然是双胞胎姐妹，但是雷姆與作為天才的拉姆不同，才能並不出眾。由於姐妹間能力有落差，雷姆自幼精神上就承受很大壓力，越仰慕姐姐就越感自卑。
當拉姆因為魔女教襲擊鬼族部落而失去角的一瞬間，感受到自長久自卑壓力中得到解脫的愉悅感，但罪惡感也隨之而生。遂強迫自己代替原先優秀但失去大部分能力的姐姐，努力去仿效「姐姐應有的人生」，對羅茲瓦爾的忠誠只建立在「能庇護姐姐」這點之上。有時會自行判斷並自行行動，有著衝動的一面。喜歡閱讀戲曲與詩歌類書籍。魔法性質屬於水屬性，稍微懂一些治療的魔法以及攻擊用的火魔法。持有武器為流星錘，鬼化後戰鬥力驚人，但意識易陷入混亂。
隨著故事的發展，讀者對於雷姆的評價不斷上升，劇情第三章時一度高過女主角愛蜜莉雅，但後續故事中陷入沉睡。在Web版第六章第90話甦醒過來，但處於喪失記憶的狀態，直到WEB版第八章，才恢復記憶。

## 劇情表現
雷姆第一次出現是在《Re:從零開始的異世界生活》小說第二章羅茲瓦爾的宅邸中，在這一章的故事中，原本因為昴身上有魔女殘香誤以為是魔女教而對其抱有敵意，還出於私情惡劣的擊殺過他。甚至還被愛蜜莉雅用略帶威壓的口氣說的一句「昴是好孩子哦」警告過要雷姆別對昴下殺手，在看到昴即使能力不夠仍堅持拯救村民時卸下敵意，又因救昴時有所猶豫導致昴詛咒纏身而懊悔自責。
為了贖罪隻身進入森林，最終身心都為昴所拯救而爱上了昴。
在第三章中，在王選會結束後，雷姆留下來陪昴待在庫珥修位於王都的宅邸靜養，數日後透過與拉姆的共感發現宅邸出現異變而與昴嘗試返回。
在每次死亡回歸中都為了保護昴力戰而死。在第四次死亡回歸後，鼓勵意志消沉打算放棄一切就此逃避的昴重新振作，才有之後的白鯨討伐戰。而在外傳「IF線」中，在昴進行第四次死亡回歸後與雷姆私奔，雷姆模仿愛蜜莉雅留了長髮且和昴結婚並生了兩個孩子。
第三章末，因在白鯨討伐戰中消耗過大，由菲利斯診斷需與庫珥修同行返回王都療養，但途中意外遭遇魔女教「貪婪」司教雷格鲁斯和「暴食」司教萊伊攻擊而被奪去「存在」，陷入沉睡不醒的狀態。
在第三章昴本以為雷姆會寬待他的怠惰和不作為而和他私奔，但雷姆卻嚴厲地不容許她的英雄自甘墮落。在往後的篇章中即使雷姆陷入沉睡時，這特質仍推動昴。在第四章中，昴以此認出在第二試煉中色慾魔女假扮的雷姆是冒牌貨。
在第六章中，雷姆被昴帶著一起前往監視塔，在半途因故與昴失散，最後抵達監視塔由拉姆照顧，目前在監視塔第四層的「綠之部屋」中。在Web版第六章第90話，與菜月昴和「暴食」司教之一的「飽食」路伊·阿爾尼普在賢者之塔被嫉妒魔女的黑影吞噬，之後在Web版第七章第1話確認被傳送到佛拉基亞帝國，與此同時甦醒過來，不過處於喪失記憶的狀態。其後否認了昴是英雄，令昴大受打擊。
在Web版第八章才恢復記憶。

## 歌曲
雷姆的角色曲為《Wishing》由Heart's Cry作詞與作曲，由其聲優所演唱，為動畫第18話的插曲。同一張專輯中也包括由愛蜜莉雅的聲優高橋李依演唱的《Stay Alive》以及《少年的夢》（ぼうやの夢よ）等歌曲。

## 評價
雷姆被許多觀眾喜愛。雷姆於動畫登場後，得到十分高的評價，且在這個作品中有著非常高的人氣，其积极的作为也成為昴的心靈支柱，其評價在2017年甚至一度高過女主角愛蜜莉亞，也因此導致其相關產品如抱枕需求量過大而延遲發售，官方甚至推出了等身大的雷姆手辦。

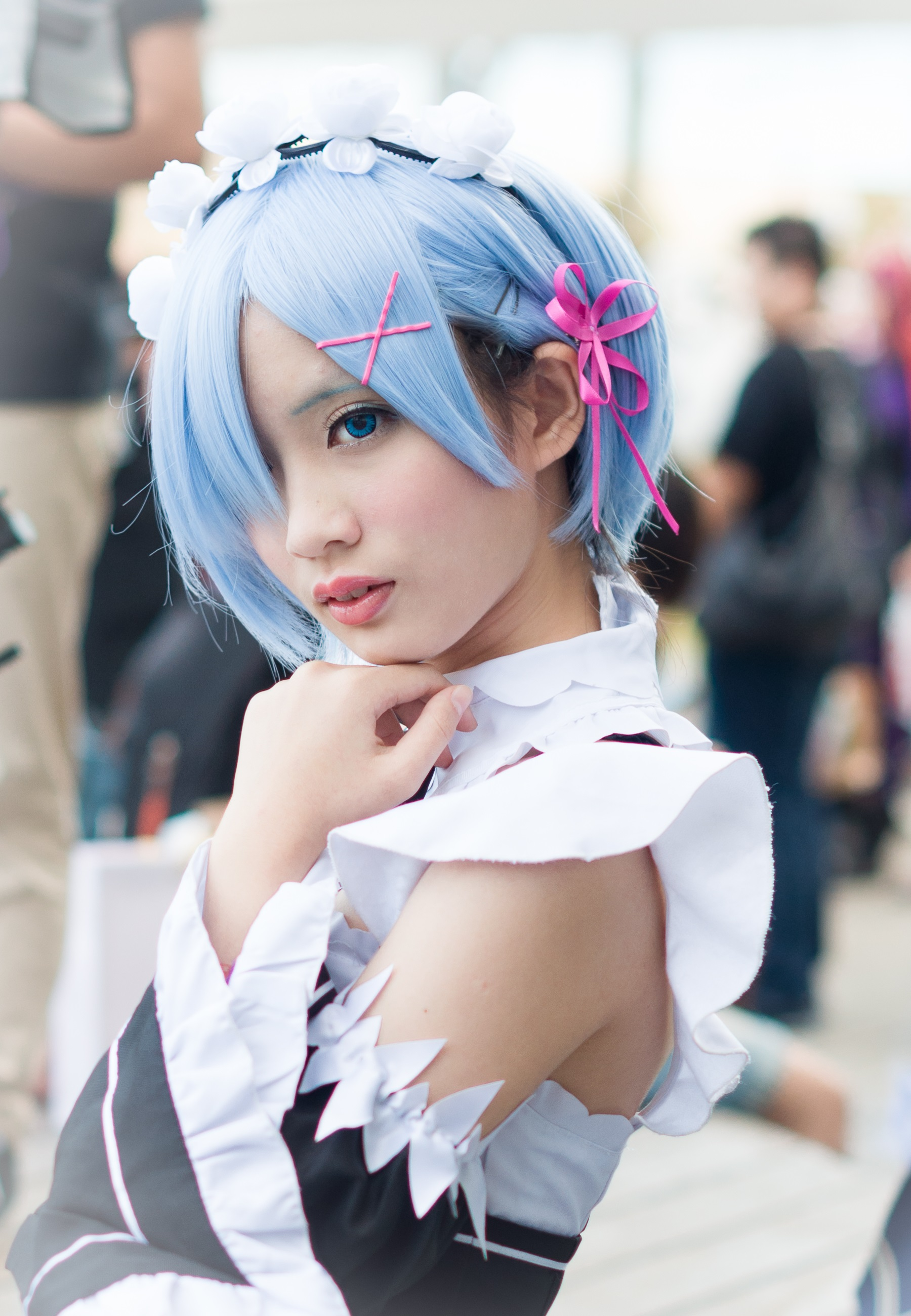
雷姆cosplayer

雷姆在多個評選中都有很高的評價。例如日本角川舉辦的2015到2016年度創新動漫獎的人物評選中，雷姆得到第一名的評價。
在日本Charapedia舉辦的最有魅力角色，女性角色第六名、綜合評選第一名的評價。而在日本寶島社2017年度《這本輕小說真厲害！》中女角色評選中也有第二名的評價。而在中國大陸彈幕視頻分享網站哔哩哔哩弹幕网舉辦的《2016動漫人氣大賞日本動漫場》中，雷姆也贏過其他多個作品的女主角，成為春季組第一名。
在Newtype的每月角色調查中也有相當高的評價，八月時為排名第八的女角色，
九月時擠進前五名，
十月甚至拿到冠軍，
十一月、十二月則下滑至第三和第七名；在2015到2016年也獲最佳女角色的評價。
在Otamart的最流行的二次元角色票選中，其票數也是最高的。

## 影響
由於雷姆的評價十分高，官方舉辦的拉姆雷姆生日特別活動中沒有準備拉姆的相關展項而引發網友討論，認為不應以雷姆人氣高而忽略拉姆的相關展項；後來官方準備了拉姆的相關展項。但其他的作品相關周邊產品仍然還是以雷姆為主的居多。網路上也有許多以雷姆為題材的二次創作。
雷姆也對流行文化造成了影響，例如「丟你雷姆」，因其讀音與粵語中的粗口「屌你老母」相近
，因此也被用來暗喻罵人語句，但實際上並沒有雷姆被丟出去的橋段。流行文化中也有將雷姆愛好者稱為「雷姆教」的現象，也引發過一些爭議。
在動畫第十八回，雷姆說出了本作的標題「從零開始」，被戲稱說出了女主角的台詞。在巴哈姆特動畫瘋中，該集的彈幕數量是歷來最高的，總彈幕數居前三名，觀看次數第一。
雷姆在台灣健身、格鬥界也曾引起話題：2017年，台灣健身格鬥界知名人物「館長」陳之漢曾公開說「我喜歡雷姆」，並因不了解劇情而惡意批評愛蜜莉雅，引發爭議。

## 註解
1. ↑  在小說第二章登場時年齡為17歲。
2. ↑  官方的中文代理商提供的中文譯名（青文出版社[vi]、Animax[vii]）
3. ↑  本作中，鬼族頭上的角不會出現，鬼化即頭上的角出現並發揮鬼族本能，吸收周圍魔力增加自己戰力。
4. ↑  指將所有人的記憶中與之相關之資訊移除的能力，但物理上的影響不會被移除（如被白鯨白霧消除了「存在」的人，其在所屬團體中人數計算上不變，但別人記憶中與他的相關的部份、名字、經歷等資訊全數遺失[xiv]），遺失的部分記憶會被與「存在」被消除者無關的相似記憶補滿，部分人物不受這種能力的影響，如主角菜月昴。
5. ↑  小說第二章46《鬼がかった一閃》以及動畫第十話中，男主角菜月昴將拉姆丟向雷姆[xvii]。

## 外部連結
- 雷姆在Re:從零開始的異世界生活維基的介紹 （英文）
- 雷姆在pixiv百科上的介紹 （日語）